# Klaus Bugdahl

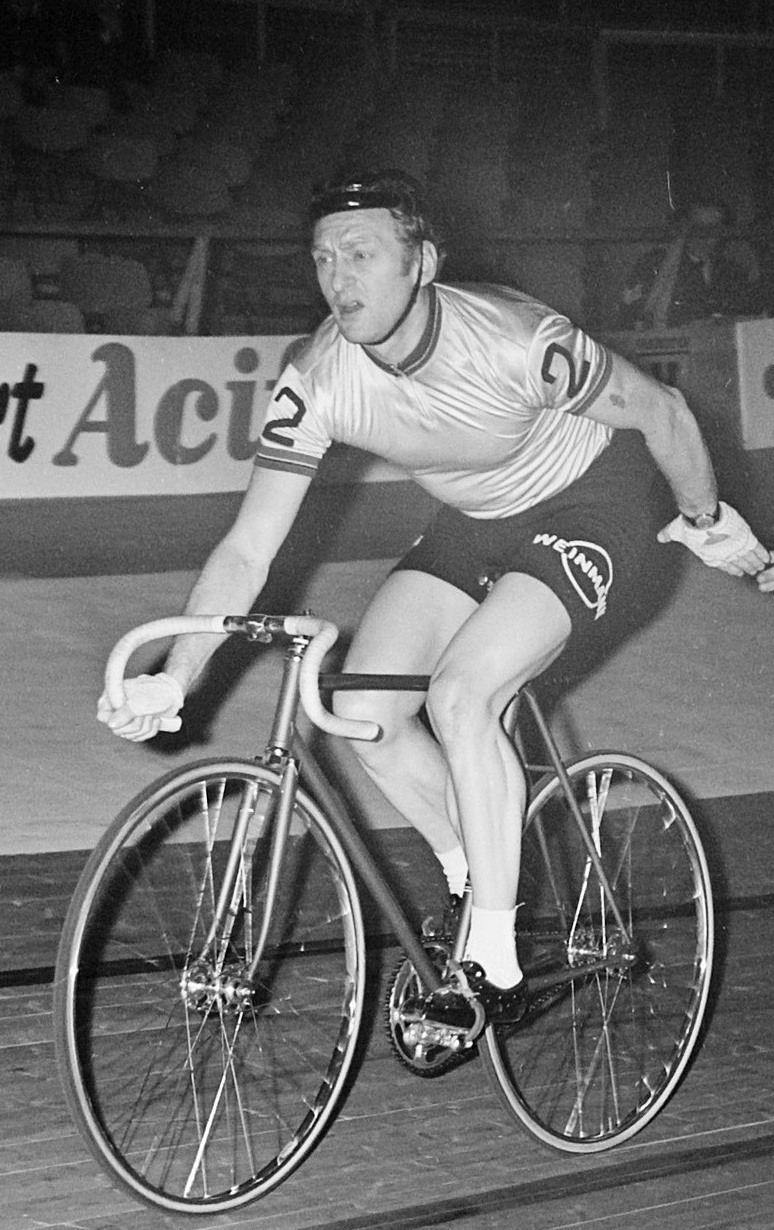
Klaus Bugdahl (1969)

Klaus Bugdahl (* 24. November 1934 in Berlin; † vor dem 6. August 2023 in Wiesbaden) war ein deutscher Radrennfahrer. Er gilt als erfolgreichster deutscher Fahrer bei Sechstagerennen.

## Sportliche Laufbahn
Bugdahl begann mit dem Radsport als Jugendlicher im Berliner Verein BRV Möve und wechselte später zum RVg Luisenstadt.

### Bahnrennen
Im Sommer 1956 erreichte Bugdahl mit dem Gewinn der Einerverfolgung bei den deutschen Amateurmeisterschaften seinen ersten bedeutenden Einzelsieg, nachdem er mit der RVg Luisenstadt (u. a. mit Hans Schliebener) 1954 schon deutscher Meister in der Mannschaftsverfolgung geworden war. Noch im Oktober desselben Jahres unterschrieb er einen Profivertrag beim deutschen Rennstall Fichtel & Sachs. Kurz darauf fuhr er in West-Berlin mit seinem australischen Partner Reginald Arnold sein erstes Sechstagerennen und wurde Fünfter.
In seiner bis 1978 dauernden Karriere bestritt Bugdahl 228 Sechstagerennen, von denen er 37 gewann. Seine meisten Sechstagerennen bestritt er mit 27 Starts in Berlin, wo er mit neun Siegen auch am häufigsten gewann. Zahlreiche Rennen bestritt er auch in Dortmund (21 / 4 Siege), in Zürich (20 / 5 Siege) und in Essen. Zu seinen Partnern gehörten so prominente Fahrer wie Eddy Merckx, Patrick Sercu, Rolf Wolfshohl, Hennes Junkermann, Rudi Altig, Dieter Kemper und Rik Van Steenbergen. Seinen letzten Sechs-Tage-Sieg feierte Bugdahl 1974 in Zürich mit dem Australier Graeme Gilmore. Als 43-Jähriger fuhr er 1978 in Mailand seine letzten Six Days.
Auch bei den deutschen Bahnmeisterschaften war Bugdahl erfolgreich. 1957 verteidigte er seinen Titel in der Einerverfolgung und von 1959 bis 1964 wurde er viermal deutscher Meister im Zweier-Mannschaftsfahren. In derselben Disziplin gewann er 1962, 1966 und 1972 die Europameisterschaft.

### Straßenrennen
Als Amateur war Bugdahl Mitglied der Nationalmannschaft. 1956 gewann er das traditionsreiche Eintagesrennen Rund um Frankfurt. Neben seiner erfolgreichen Bahnkarriere fuhr Bugdahl gleichzeitig Straßenrennen und konnte acht Siege als Profi verbuchen. 1957 siegte er im Großen Preis Veith. Bereits in seiner zweiten Profisaison gewann er die deutsche Straßenmeisterschaft 1958 souverän mit einem Vorsprung von 3:35 Minuten. Zuvor hatte er bereits 1957 an der Straßen-Weltmeisterschaft teilgenommen, war aber vorzeitig ausgeschieden. 1958 bestritt Bugdahl seine erfolgreichste Weltmeisterschaft, als er den zehnten Platz belegte. Insgesamt beteiligte er sich an fünf Straßen-Weltmeisterschaften, stand aber nur noch das 1963er Rennen durch, das er als 31. beendete. Als Erfolge bei Etappenrennen sind der Gewinn der Tour de l’Oise 1959 und ein Etappensieg bei der Tour de Suisse 1963 zu verzeichnen. 1958 startete er als Deutscher Straßenmeister einmal bei der Tour de France, die er jedoch vorzeitig beendete. Bei der Tour de Suisse konnte sich Bugdahl zweimal platzieren: 1957 (35.) und 1963 mit einem Etappensieg (9.). Die Deutschland Tour 1960 beendete er als Dritter. Noch als 37-Jähriger wurde Bugdahl 1972 Dritter bei den deutschen Straßenmeisterschaften.

## Nach der Karriere
1963 ließ sich Bugdahl in Wiesbaden nieder. Nach dem Ende seiner Laufbahn als Radsportler war er als Teamleiter beim deutschen Rennstall Kotter’s Racing Team und als Sportlicher Leiter bei den Frankfurter Six Days tätig. Später wurde er Verkaufsberater bei einem Radsportgeschäft, Vertreter für einen Sportartikelhersteller und Betreuer bei Radtouristik-Veranstaltungen.
Am 15. August 2023 meldete der Sport-Informations-Dienst, dass Bugdahl nach langer Krankheit in Wiesbaden verstorben sei und die Beisetzung bereits stattgefunden habe.